# MGR-3 Little John
MGR-3 Little John byl americký dělostřelecký raketový systém navržený a zařazený do služby u americké armády (US Army) během 50. a 60. let 20. století. Raketa byla přepravována na vypouštěcím zařízení XM34 a mohla nést jak jadernou tak konvenční hlavici. Původně bylo zamýšleno používat raketu u výsadkových a průzkumných jednotek kvůli její snadné přepravě vrtulníkem nebo v závěsu za džípem. Byla vyvinuta z těžší samohybné taktické rakety MGR-1 Honest John.

## Vývoj a popis
Cílem vývoje rakety bylo nahradit hlavňové dělostřelectvo. Raketa měla vyplnit mezeru mezi dostřelem salvových raketometů a taktických raket. Raketa měla být schopna palby i na bodové cíle, pozdější zkušenosti však prokázaly, že raketa může být použita kvůli své přesnosti hlavně proti plošným cílům a to ještě musela být vybavena jadernou hlavicí s poměrně malým ekvivalentem TNT. Vývoj rakety byl zahájen v armádní agentuře pro rakety a řízené střely v Huntsville, stát Alabama společností Redstone Arsenal v červnu 1955. V červnu 1956 se uskutečnil první start rakety označené XM-47 Little John. Výroba raket značených XM-51 byla zahájena v roce 1957 u společnosti Douglas Aircraft Company. Během výroby byly provedeny úpravy, které vedly ke zkrácení délky rakety, snížení hmotnosti a zvětšení doletu rakety. Rakety Little John byly dodány k jednotkám v roce 1961. V tomto roce byly přeznačeny na M51 a později v roce 1963 na MGR-3A a zůstaly ve výzbroji americké armády do srpna 1969.
Raketa měla šípovou stabilizaci s pomocnou rotací. Pohybovala se k pozemnímu cíli neřízeně po balistické dráze nadzvukovou rychlostí. Raketa se skládala z bojové hlavice, sestavy raketového motoru a roznětky. Komponenty byly dodávány samostatně v přepravních kontejnerech a montovány uživatelem.
Little John se nelišil od rakety Honest John nejen svou velikostí, ale i stabilizací za letu. Raketa MGR-1 Honest John byla stabilizována pomocnou rotací, která jí byla udělena po vypuštění ze startovacího zařízení. Raketa Little John byla stabilizována rotací rakety ještě na startovacím zařízení těsně před jejím odpálením. Tato metoda stabilizace byla nazvána „spin-on-straight-rail“ (SOSR). Systém byl vyráběn společností Douglas Aircraft Company.
Střela a vypouštěcí systém byly lehké konstrukce a bylo je možné lehce převážet vrtulníkem, jinými letouny nebo v přívěsu za vozidlem. Rakety začaly být vyřazovány v červenci 1967. Během programu bylo vyrobeno 500 raket.

## Uživatelé
Spojené státy americké
- US Army

## Specifikace

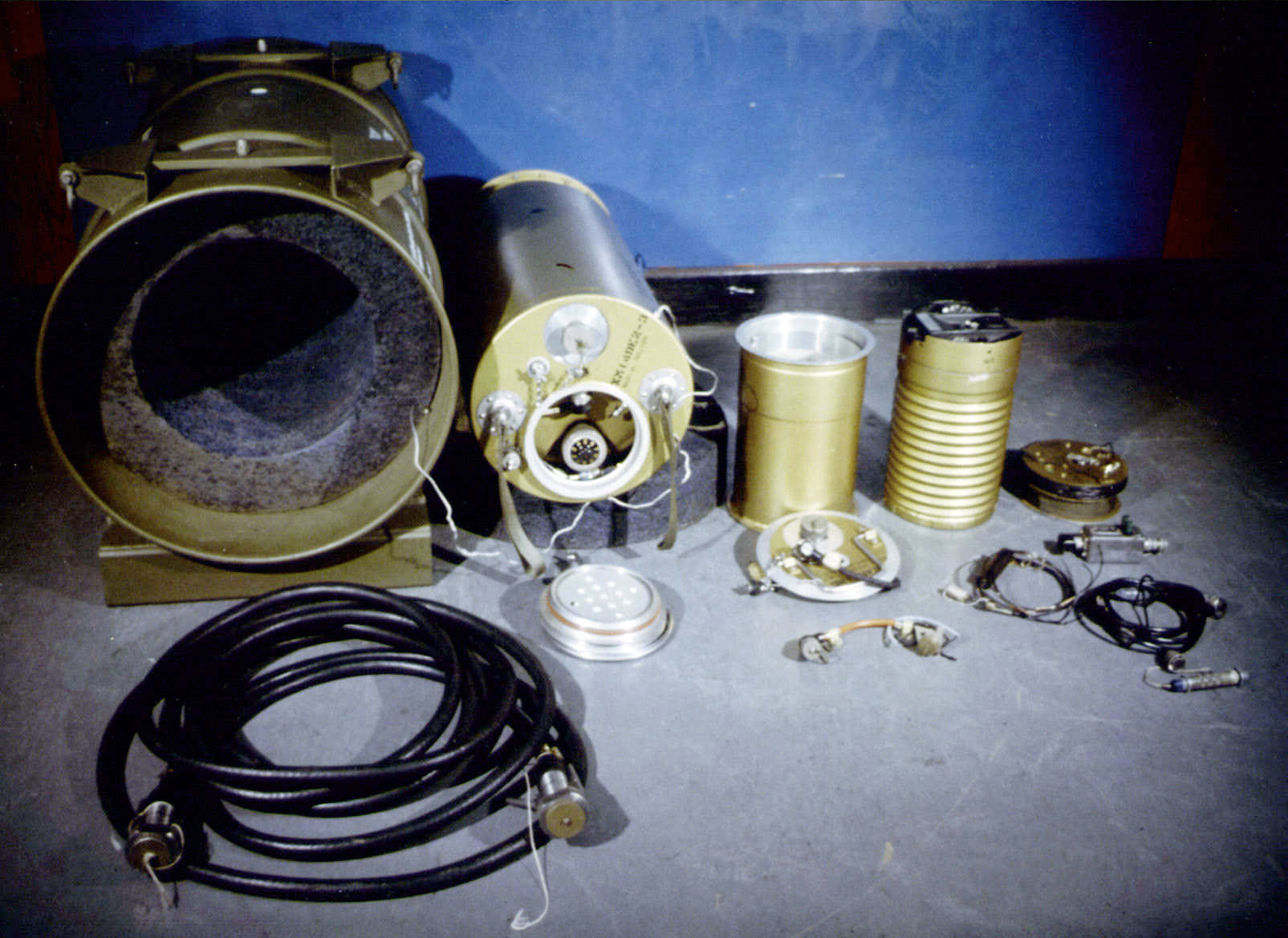
Vnitřní komponenty jaderné munice MADM. Jaderná hlavice W45 leží vpravo od pouzdra.

Technické údaje pocházejí z publikace „Vojenské Rakety“ a webu „flightglobal.com“.
- Délka: 4,4 m (později 3,65 m)
- Průměr: 318 mm
- Hmotnost rakety: 450 kg (později 360 kg)
- Hmotnost rakety s vypouštěcím zařízením: 910 kg
- Bojová hlavice: konvenční nebo jaderná W45 s ekvivalentem 1 – 10 kt TNT
- Hmotnost bojové hlavice: 115 kg
- Tah raketového motoru: 44,15 kN
- Pohonná látka: tuhé raketové palivo
- Maximální rychlost: 700 m/s
- Dolet: 16 km (později 24 km)